# 莫里 (加来海峡省)
莫里（法語：Mory，法語發音：[mɔʁi]）是法国上法蘭西大區加来海峡省的一个市镇，属于阿拉斯区。

## 地理
莫里（50°9'22"N, 2°51'9"E）面积7.39 平方千米，位于法国上法蘭西大區加来海峡省，该省份为法国北部沿海省份，西北濒北海，南至索姆省，东临北部省。
与莫里接壤的市镇（或旧市镇、城区）包括：圣莱热、贝阿尼、伯尼亚特尔、埃库圣曼、埃尔维莱尔、法夫勒伊、萨皮尼、沃-弗罗库尔。

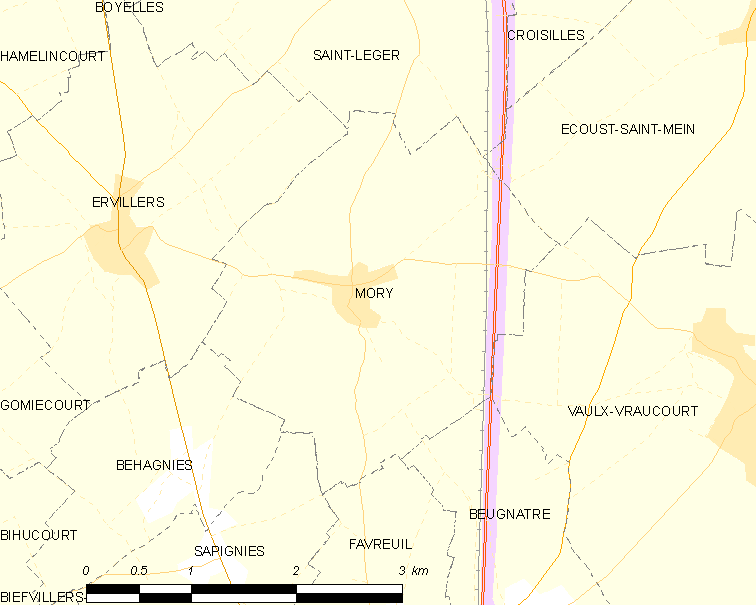
的OSM定位图

莫里的时区为UTC+01:00、UTC+02:00（夏令时）。

## 行政
莫里的邮政编码为62159，INSEE市镇编码为62594。

## 政治
莫里所属的省级选区为巴波姆县。

## 人口

1962-2008年间人口变化图示

莫里于2022年1月1日时的人口数量为302人。